# Valentin Mureșan

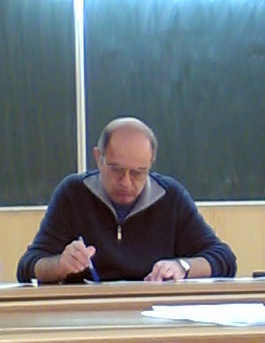
Valentin Mureșan în sala de curs de la Facultatea de Filozofie

Valentin Mureșan (n. 11 februarie 1951, d. 3 februarie 2020) a fost un filozof român, profesor de filosofie morala si etica la Facultatea de Filosofie la Universitatea din București.

## Deces
Valentin Muresan a decedat, in noaptea de duminica spre luni, in urma unui stop cardio respirator.

## Volume
- Valorile și criteriile eficienței, Editura Politică, București, 1986
- Apusul unei filosofii, Editura Alternative, București 1995.
- Evoluție și progres în știință, Editura Alternative, București 1996.
- Forma dreptății în Republica lui Platon, Paideia, București, 1999
- Comentariu la Republica lui Platon, Editura Metropol, Bucuresti, 2000
- Ce este filosofia?, Editura Punct, București, 2000
- Utilitarismul lui J.S. Mill, Editura Paideia, București, 2002
- E de ajuns să fii fericit?